# Madalena (filme)
Madalena é um filme de drama brasileiro de 2021 dirigido por Madiano Marcheti a partir de um roteiro do próprio diretor, Tiago Coelho, Thiago Gallego e Thiago Ortman. O filme conta a história de três jovens que têm suas vidas conectadas pelo espírito de uma mulher encontrada morta em uma plantação de soja.

## Sinopse
Luziane (Natália Mazarim), Cristiano (Rafael De Bona) e Bianca (Pamella Yule) não têm quase nada em comum, além do fato de morarem na mesma cidade rural cercada por plantações de soja no oeste do Brasil. Embora não se conheçam, cada um deles é afetado pelo desaparecimento de Madalena (Chloe Milan). Em diferentes partes da cidade, cada um à sua maneira, eles reagem à ausência dela.

## Elenco
- Natália Mazarim como Luziane
- Pamella Yule como Bianca
- Rafael De Bona como Cristiano
- Chloe Milan como Madalena
- Lucas Miralles como William
- Antônio Salvador como Gildo
- Mariane Cáceres como Francine
- Joana Castro como Nádia
- Lua Guerreiro como Tiffany
- Nadja Mitidiero como Cilene

## Produção
Produzido pela Pólofilme e Raccord Filmes, e co-produzido pela Terceira Margem e Viralata TV, Madalena é o primeiro longa-metragem de ficção dirigido por Madiano Marcheti. Clélia Bessa, Joel Pizzini, Sérgio Pedrosa, Marcos Piero e Beatriz Martins assinam a produção do filme. As gravações ocorreram em Dourados, Maracaju e Bonito, no Mato Grosso do Sul, e o elenco é composto por mais de 20 atores, a maioria do próprio estado.

## Lançamento
A première mundial de Madalena ocorreu em fevereiro de 2021 no 50° Festival Internacional de Cinema de Roterdão, nos Países Baixos, onde concorreu na mostra principal ao Tigre de Ouro de melhor filme. Em seguida, percorreu por mais de 30 festivais ao redor do mundo, incluindo o Festival Internacional de Cinema de San Sebastián, na Espanha, o Festival New Directors/New Films de Nova Iorque organizado pelo Museu de Arte Moderna e o Film at Lincoln Center, o Festival Biarritz Amérique Latine, na França, entre outros. O filme recebeu o prêmio de Melhor Filme Internacional no International Istanbul Film Festival, e também o prêmio de Melhor Primeiro Filme e os Prêmios Gio de Roteiro e Atriz no Festival de Cine de Lima PUCP, no Peru.
A estreia no Brasil ocorreu na Mostra Internacional de Cinema de São Paulo em novembro de 2021. Também foi exibido no Festival Mix Brasil de Cultura da Diversidade, onde foi agraciado com o prêmio de melhor direção. O lançamento comercial no Brasil ocorreu em 9 de dezembro de 2021 pela Vitrine Filmes.

## Recepção

### Resposta dos críticos
O filme foi recebido com críticas geralmente positivas por parte dos críticos especializados internacionais e nacionais. Wendy Ide, escrevendo para o website Screen Daily, ressaltou que "esta estreia confiante de Madiano Marcheti nos diz muito pouco sobre Madalena, e nada sobre a sua morte ou mesmo sobre a descoberta do seu corpo. E ao adotar essa abordagem, o filme faz uma observação incontornável sobre uma tragédia em curso no Brasil, que tem a maior taxa de assassinatos de pessoas trans de qualquer país do mundo".
Marcelo Ikeda, em crítica para o website Cinema Escrito, destacou que "o mérito de Madalena reside em como o realizador aborda os modos de ser da sociedade patriarcal do Centro-Oeste do País, de uma cultura conservadora, associada economicamente ao agronegócio e culturalmente ao sertanejo, mas sempre de forma sutil, sem os lugares comuns das abordagens sociológicas ou psicológicas mais elementares.
O jornal The New York Times escreveu que Madalena é uma "meditação tripartite sobre a morte de uma mulher trans que culmina em uma linda comunhão queer."
Gary M. Kramer colocou que "Marcheti filma esse drama de uma maneira sem pressa que permite que os espectadores absorvam o ritmo da vida dos personagens enquanto lidam com o assassinato de Madalena. [...] As atuações são tão naturais que assistir “Madalena” é como espionar a vida dos personagens.
Glenn Heath Jr., do website The Film Stage, destacou que o filme é "formalmente realizado e tematicamente contundente", enfatizando que "Madalena enfrenta a desumanização causada pela covardia e pela indiferença, permitindo que seu personagem central transcenda o cemitério da estatística".
John Bleasdale, do website CineVue, afirmou que "é preciso muita confiança para abordar um assunto tão obliquamente como Madiano Marcheti aborda a violência à comunidade trans na Madalena. E, no entanto, a obliquidade é o ponto", e também elogiou a fotografia, que capta "com intensidade enfática o calor pulsante e a infinitude opressiva dos campos".
Nicolas Bardot, do website Le Polyester, escreveu que "fazer um filme tão rico, tão refinado, tão bonito, tão político, é um feito e tanto."
Naief Haddad, escrevendo para a Folha de S.Paulo, disse que Madalena é um dos filmes mais enigmáticos de jovens cineastas.
Kleber Mendonça Filho, diretor e crítica de cinema, comentou que Madalena é um dos melhores primeiros filmes brasileiros em muitos anos.
O filme foi apontado pelo Cinema Tropical Awards como um dos 20 melhores filmes latino-americanos de 2021, agraciando Marcheti com o prêmio de Melhor Diretor latino-americano de 2021.
Por outro lado, alguns críticos apontaram falhas, como Bruno Carmelo, que, escrevendo para o website Papo de Cinema, ressaltou que: "Embora falhe na responsabilidade moral com sua protagonista morta, o filme demonstra a louvável capacidade de captar pequenos traços cotidianos desse Brasil retrógrado. Os grupos de família do WhatsApp espalhando notícias falsas e sensacionalistas; o machismo estrutural; o coronelismo da política de cidades interioranas e a impressão de inércia no elevador social são bem ilustrados por Marcheti."

### Prêmios e indicações
| Ano  | Associações                               | Categoria                         | Recipiente(s)    | Resultado |
| ---- | ----------------------------------------- | --------------------------------- | ---------------- | --------- |
| 2021 | Guanajuato International Film Festival    | Melhor Filme Internacional (júri) | Madiano Marcheti | Venceu    |
| 2021 | Guanajuato International Film Festival    | Melhor Filme                      | Madiano Marcheti | Indicado  |
| 2021 | Melbourne International Film Festival     | Melhor Filme                      | Madiano Marcheti | Indicado  |
| 2021 | Istanbul International Film Festival      | Melhor Filme Internacional        | Madiano Marcheti | Venceu    |
| 2021 | Festival de Cine de Lima PUCP             | Mejor Opera Prima                 | Madalena         | Venceu    |
| 2021 | Molodist International Film Festival      | Melhor Filme LGBTQI+              | Madiano Marcheti | Indicado  |
| 2021 | Rotterdam International Film Festival     | Melhor Filme (Tiger Award)        | Madiano Marcheti | Indicado  |
| 2021 | San Sebastián International Film Festival | Melhor Filme                      | Madiano Marcheti | Indicado  |
| 2021 | San Sebastián International Film Festival | Melhor Filme Latino-americano     | Madiano Marcheti | Indicado  |
| 2021 | San Sebastián International Film Festival | Prêmio Novos Horizontes           | Madiano Marcheti | Indicado  |

[carece de fontes?]